# Jakow Sergejewitsch Belenki
Jakow Sergejewitsch Belenki (russisch Яков Сергеевич Беленький; * 18. Februar 1915 in Petrograd; † 2. Februar 1989 in Moskau) war ein sowjetischer Theater- und Film-Schauspieler sowie Synchronsprecher.

## Leben und Leistungen
Belenkis Eltern waren Mitglieder der Bolschewiki. Der Vater Sergei Jakowlewitsch Belenki († 1957) trat 1898 der SDAPR bei und agierte als Berufsrevolutionär. 1918 wurde er Sicherheitschef Lenins und war zugleich Assistent von Feliks Dzierżyński. Des Weiteren arbeitete Sergei Belenki im Volkskommissar für Finanzen. Die Mutter Anna Markowna Belenkaja (1883–1955) trat der SDAPR 1903 bei. Sie widmete sich nach der Revolution zunächst auch der Parteiarbeit, später erhielt sie eine Stelle in der Näherei Bolschewitschka.
Nach dem Ende seiner Schullaufbahn trat Jakow Belenki 1934 in das Moskauer Luftfahrtinstitut „Orschonikidse“ ein, wechselte aber 1937 in die Theaterschule „Schtschepkina“, in der er die Schauspielfakultät besuchte. 1941 erhielt er ein Engagement am Maly-Theater. 1943 meldete sich Belenki freiwillig zum Kriegsdienst und wurde als Sanitäter in der 13. Luftlandebrigade an der Karelischen und der 3. Ukrainischen Front eingesetzt. Parallel dazu absolvierte er Amateurauftritte. Nach der Demobilisierung im Dezember 1945 nahmen ihn das 1. Armee Theater auf.
1951 wurde Belenki verhaftet und zu fünf Jahren Haft verurteilt. Einem 8-monatigen Aufenthalt in Gefängnissen in Moskau und Wologda folgte die Lagerhaft in Workuta. 1953 wurde er amnestiert und ein Jahr später wieder in die KPdSU aufgenommen.
Unmittelbar nach seiner Entlassung begann er als Synchronsprecher im Gorki-Filmstudio zu arbeiten, ab 1960 war er dort auch aktiv als Schauspieler tätig. Belenki war in den synchronisierten Fassungen von über 130 europäischen, afrikanischen, amerikanischen und asiatischen Werken zu hören. z. T. auch in Filmen aus den zentralasiatischen Unionsrepubliken, wie dem vom Filmstudio Taschkent produzierte Historienfilm Тахир и Зухра (Tachir i Suchra, 1945), in dem er den von Schukur Burchanow dargestellten Kalabatyr seine Stimme lieh. Der älteste Film und zugleich der einzige ausländische Zeichentrickfilm, in dem er zu hören war, ist die US-amerikanische Produktion Gullivers Reisen (1939).
Vor der Kamera trat Belenki häufig in Produktionen auf, die sich an ein junges Publikum richten. So arbeitete er mit den v. a. für ihre Märchenfilme bekannten Regisseuren Alexander Ptuschko, Alexander Rou und Boris Ryzarew zusammen, trat in zwei Folgen der Kindersendung Фитиль (Fitil, 1966/1972) auf und war in der ungarisch-sowjetischen Komödie Kapaszkodj a fellegekbe! (Derzhis za oblaka, 1971) zu sehen. Ernsthafte Rollen gab er z. B. in dem 3-teiligen Drama Дни хирурга Мишкина (Dni chirurga Mischkina, 1976) und in der Kriminalfilmreihe Инспектор Лосев (Inspektor Losew, 1982).
Belenki ging im Dezember 1986 in den Ruhestand. Er starb kurz vor seinem 74. Geburtstag in Moskau.

## Ehrungen
Belenki war Träger des Ordens des Roten Sterns (1945) und des Ordens des Vaterländischen Krieges II. Klasse (1985).

## Filmografie (Auswahl)

### Darsteller
- 1960: Weiße Nächte (Belye notschi)
- 1962: Die Nacht vor Weihnachten (Wetschera na chutore blus Dukanki) (Stimme)
- 1967: Das Märchen vom Zaren Saltan (Skaska o zare Saltane)
- 1967: Aladins Wunderlampe (Wolschebnaja lampa Aladdina)
- 1972: Ruslan und Ljudmila (Ruslan i Ljudmila)
- 1972: Die Zauberringe (Kolza Almansora)
- 1985: Das Schiff der Außerirdischen (Korabl prischelzew)

### Synchronrollen (Auswahl)
- 1939: Gullivers Reisen (Gulliver's Travels) (Zeichentrickfilm)
- 1948: Oliver Twist, für Alec Guinness
- 1950: Millionenstadt Neapel (Napoli milionaria)
- 1951: Awara – Der Vagabund von Bombay (Awaara), für Krishna Niranjan Singh
- 1951: Räuber und Gendarm (Guardie e ladri ), für William Tubbs
- 1953: Skanderbeg – Ritter der Berge (Weliki woin Albanii Skanderberg)
- 1953: Es geschah im Nürnberg-Express (Expres z Norimberka), für Bohus Záhorský
- 1953: Chronik armer Liebesleute (Cronache di poveri amanti)
- 1953: Der Vogelhändler
- 1954: Der Graf von Monte Christo (Le Comte de Monte-Cristo), für Noël Roquevert und Paolo Stoppa
- 1954: Rot und Schwarz (Le Rouge et le Noir), für Alexandre Rignault
- 1954: Kopf hoch (Fel a fejjel), für Miklós Szakáts
- 1954: Flucht aus der Hölle (Krvavi put), für Ola Isene
- 1955: Das große Manöver (Les grandes manœuvres), für Pierre Dux
- 1955: Gasparone
- 1955: Ernst Thälmann – Führer seiner Klasse, für Raimund Schelcher
- 1956: In 80 Tagen um die Welt (Around the World in Eighty Days)
- 1956: Vincent van Gogh – Ein Leben in Leidenschaft  (Lust for Life)
- 1956: Der Hauptmann von Köln, für Johannes Arpe
- 1956: Das Dach (Il tetto)
- 1956: Der große Verführer (Don Juan), für José Sepúlveda
- 1956: Der Hauptmann von Köpenick
- 1957: Zwei Mütter
- 1957: Die zwölf Geschworenen (12 Angry Men), für Ed Begley
- 1958: Sindbads siebente Reise (The 7th Voyage of Sinbad )
- 1959: Manche mögens heiß (Some Like It Hot), für Harry Wilson
- 1959: Zwölf Mädchen und ein Mann, für Joe Stöckel
- 1959: Geheimcode (Secretul cifrului)
- 1960: Die Kreuzritter (Krzyżacy)
- 1960: Schnellzug nach Ostrava (Rychlík do Ostravy), für Frantisek Slégr
- 1960: Das schielende Glück (Zezowate szczęście), für Jerzy Pichelski
- 1961: Urteil von Nürnberg (Judgment at Nuremberg), für Joseph Bernard
- 1961: Das Wunder des Malachias
- 1962: Der Teufel und die Zehn Gebote (Le Diable et les Dix Commandements)
- 1962: Der Goldmensch (Az aranyember)
- 1962: Armleuchter in Uniform (Postman's Knock), für Arthur Mullard
- 1964: Die goldene Gans
- 1964: Die unwürdige Greisin (La vieille dame indigne), für Armand Meffre
- 1966: Die Söhne der großen Bärin, für Adolf Peter Hoffmann
- 1966: Komödiantenwagen (Lidé z maringotek)
- 1967: Chingachgook, die große Schlange, für Helmut Schreiber
- 1969: Die Schlacht an der Neretva (Bitka na Neretvi)
- 1970: Der Ring der Fürstin Anna (Pierscien ksieznej Anny)
- 1972: Tecumseh, für Leon Niemczyk
- 1973: Die Ermordung Matteotis (Il delitto Matteotti), als Gastone Moschin
- 1974: Die unglaubwürdigen Abenteuer der Italiener in Russland (Newerojatnyje prikljutschenija italjanzew w Rossii), für Gigi Ballista
- 1975: Alte Damen morden gründlich (Les grands moyens), für Fernand Sardou
- 1977: Wie wär's mit Spinat? (Což takhle dát si špenát), für Bedrich Prokos
- 1977: Ratscha, meine Liebe (Rača, láska moja)
- 1977: Ein irrer Typ (L'animal)
- 1980: Inspektor Loulou – Die Knallschote vom Dienst (Inspecteur la Bavure), für Julien Guiomar
- 1982: Tausend Milliarden Dollar (Mille milliards de dollars), für Jacques David